# نودلمان إن-37
النودلمان إن-37 (روسية: Нудельман Н–37) هو مدفع رشاش سوفييتي استخدم المدفع في الطائرات الحربية السوفيتية وطائرات دول حلف وارسو والدول المتحالفة مع الاتحاد السوفيتي. دخل الخدمة عام 1946.

## وصف المدفع
كان الإن-37 مدفع طائرة قوي استخدم من قبل القوات الجوية السوفيتية. صمم المدفع ليحل محل المدفع الأقدم نودلمان-سورانوف إن.إس-37 والذي يعود لفترة الحرب العالمية الثانية ودخل الخدمة عام 1946. كان أخف بمقدار 30% من سابقه ولكن سرعته الابتدائية أقل ب 23%.
كان الإن-37 سلاحا ثقيلا يطلق مقذوفا ضخما يتراوح وزنه بين 735-760 جرام. كانت سرعة الفوهة جيدة رغم أنها قلت عن سابقه ولكن كان يعيبه معدل إطلاق النار الضعيف والذي بلغ 400 طلقة في الدقيقة. كما عاب المدفع ارتداده الكبير نسبيا والغازات التي يخلفها حيث شكلا مشاكل بالنسبة للطائرات الحربية النفاثة. كما خلق ايجاد مكان للمدفع وذخيرته مشاكل أيضا، ولكن فمع كل هذا كانت طلقة واحدة من المدفع كفيلة بتدمير طائرة قاذفة.

## استخدامات المدفع
استخدم الإن-37 في الميج-9، الميج-15، الميج-17، النماذج الأولى للميج-19 كما استخدم في الياك-25 وطائرات أخرى.
استمر إنتاج المدفع حتى أواخر الخمسينات ولكنه ظل في الخدمة لفترات طويلة بعد ذلك.